# USS Farragut (DD-348)
 (décembre 2023).
Si vous disposez d'ouvrages ou d'articles de référence ou si vous connaissez des sites web de qualité traitant du thème abordé ici, merci de compléter l'article en donnant les références utiles à sa vérifiabilité et en les liant à la section « Notes et références ».
Le troisième USS Farragut (DD-348) a été nommé en l'honneur de l'amiral David Glasgow Farragut (1801-1870). Il était le navire de tête de sa classe de destroyers dans la marine américaine .

## Histoire
L'USS Farragut a été mis en chantier par le chantier naval Fore River de la Bethlehem Shipbuilding Corporation à Quincy, Massachusetts, le 20 septembre 1932, lancé le 15 mars 1934 par Mme. James Roosevelt, belle-fille du président, et commissionné le 18 juin 1934, sous les ordres du commandant Elliott Buckmaster aux commandes.

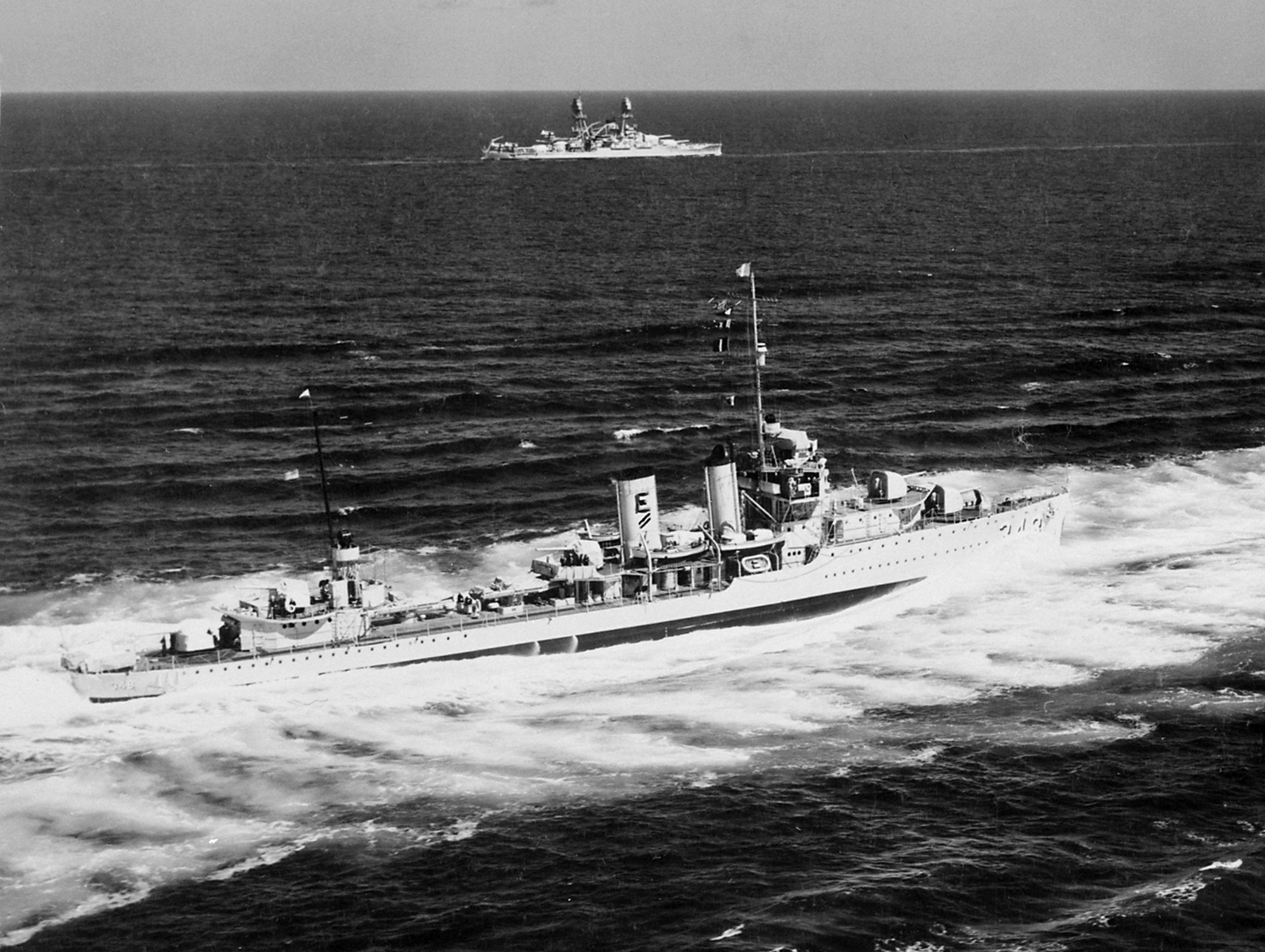
Farragut en cours en septembre 1939.

Parce que cela faisait près de 14 ans qu'un nouveau destroyer avait été mis en service dans l'US Navy, l'USS Farragut, une grande partie de ses premières années de service fut consacré aux opérations de développement, naviguant de son port d'attache de Norfolk, en Virginie, vers les Caraïbes et le long de la côte est. Le 26 mars 1935, il appareilla avec le président Franklin D. Roosevelt à son bord à Jacksonville, en Floride, et le lendemain le transporta à un rendez-vous avec un yacht privé. L'USS Farragut escorta le yacht du président lors d'une croisière aux Bahamas; il embarqua le 7 avril lors du passage du navire à Jacksonville, et le quitta le 8 avril 1935.
L'USS Farragut pris la mer pour San Diego, Californie, où il est arriva le 9 avril 1935 pour rejoindre le Escadre de destroyer n°20 en tant que navire amiral. Les manœuvres de la flotte sur la côte ouest, les opérations d'entraînement dans les îles hawaïennes et les missions pendant l'été pour former les hommes de la réserve navale dans les eaux de l'Alaska se poursuivirent jusqu'au 3 janvier 1939. L'USS Farragut navigua alors pour des manœuvres de flotte dans les Caraïbes, pour un retour à San Diego le 12 avril. À partir du 2 octobre, il est basé à Pearl Harbor et effectue deux missions sur la côte ouest pour escorter des porte-avions vers Pearl Harbor. À partir du 1er août 1941, l'USS Farragut était le plus souvent en mer pour des exercices avec les groupes aéronavals.

## La Seconde Guerre mondiale
L'USS Farragut était amarré dans un nid de destroyers à East Loch, à Pearl Harbor, au moment de l'attaque japonaise du 7 décembre 1941. L'enseigne James Armen Benham, son officier mécanicien et officier supérieur à bord à l'époque, l'a mis en route, et alors qu'il naviguait le long du canal, a maintenu un feu constant. Pour son action, l'enseigne Benham reçut l'étoile de bronze. Durant tout le mois de mars 1942, l'USS Farragut opéra dans les eaux hawaïennes et d'Oahu à San Francisco, en Californie, dans le cadre de patrouilles anti-sous-marines et en service d'escorte.
Le 15 avril 1942, l'USS Farragut sortit de Pearl Harbor avec le groupe aéronaval Lexington (CV-2), à destination de la mer de Corail pour un rendez-vous avec le groupe aéronaval Yorktown (CV-5). Ensemble, ces forces furent engagées contre les forces japonaises dans la Bataille de la mer de Corail du 4 au 8 mai 1942. Au cours des 2 premiers jours de la bataille, l'USS Farragut navigua au sein de la Force d'attaque, tandis que les porte-avions formant un autre groupe lancèrent les frappes aériennes sur Tulagi. Le 6 mai, tous les navires furent réunis au sein de la TF 17 (Task Force 17 ou Groupe aéronaval 17) et naviguèrent vers le nord-ouest pour prendre contact avec le groupe d'invasion japonais de Port Moresby. Le lendemain, l'USS Farragut fut détaché au sein du groupe de soutien chargé de poursuivre la recherche des forces d'invasion japonaises. Le groupe de l'USS Farragut subit une puissante attaque aérienne cet après-midi-là, mais parvint à abattre au moins cinq avions sans qu'aucun navire n'ait à subir de dommages.
L'USS Farragut arriva à Cid Harbour, en Australie, le 11 mai 1942, et jusqu'à son retour à Pearl Harbor le 29 juin, il fit escale à Brisbane, Nouméa, Suva, Tongatapu et Auckland alors qu'il était en service d'escorte. Elle est sortie ensuite de Pearl Harbor le 7 juillet 1942, dans le groupe aéronaval Saratoga (CV-3), destiné aux opérations dans les Îles Salomon. II servit de navire d'escorte et de défense anti-aérienne pendant les opérations aériennes couvrant l'assaut sur Guadalcanal le 7 août et mena ensuite des patrouilles dans les Îles Salomons orientales pour protéger des voies maritimes vers Guadalcanal. Les 24 et 25 août, le porte-avions qu'il escortait engagea les forces japonaises dans la Bataille des Salomon orientales .

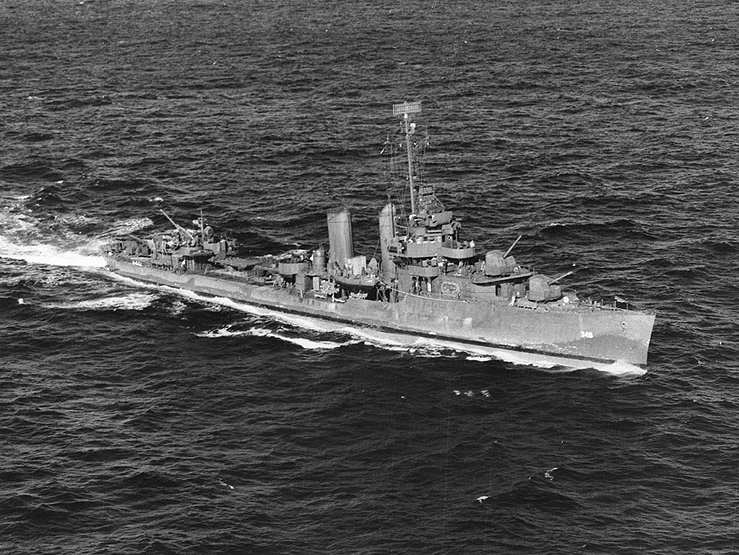
L'USS Farragut en décembre 1943.

Le destroyer resta dans le sud-ouest du Pacifique, patrouillant au large de Guadalcanal pour escorter les navires de transports logistique lors des déchargements et escortant des convois d'Australie vers Espiritu Santo, Nouméa et les îles Fidji . Il retourna à Pearl Harbor le 27 janvier 1943 et après une période de révision et d'entrainement sur la côte ouest, il arriva à Adak le 16 avril. Il patrouilla au large de l'Alaska jusqu'au 11 mai, protégeant des navires de transport pour le débarquement de troupes d'assaut sur Adak contre une attaque sous-marine. Le jour suivant elle lança plusieurs grenades sous-marines sur un sous-marin ennemi et poursuivit les patrouilles anti-sous-marines au large des îles Aléoutiennes jusqu'en juin. L'USS Farragut patrouilla et participa au blocus au large de Kiska à partir du 5 juillet, se joignant au bombardement de l'île à plusieurs reprises dans les jours précédant le débarquement du 15 août. II continua à protéger les troupes débarquées à Kiska jusqu'au 4 septembre, lorsqu'il quitta Adak en convoi pour une brève révision à San Francisco.
L'USS Farragut prit la mer, à partir de San Diego le 19 octobre 1943, pour un entraînement dans les îles Hawaï et à Espiritu Santo. Escortant de nouveau des navires de transport, il prit part aux opérations aériennes couvrant les débarquements sur Tarawa le 20 novembre et a escorta les porte-avions jusqu'à ce que le groupe aéronaval remit le cap sur Pearl Harbor le 8 décembre. Le destroyer poursuivit vers la côte ouest pour une brève période de réparation et d'entraînement, naviguant ensuite à partir de San Diego le 13 janvier 1944 pour une action dans les îles Marshall . Au cours des assauts sur Kwajalein et Eniwetok, il escorta des porte-avions, patrouilla et mena des chasses anti-sous-marines, puis navigua pour des frappes aériennes sur Woleai et Wakde. À la fin du mois d'avril, il se trouvait au large de la Nouvelle-Guinée alors que les porte-avions appuyaient les débarquements dans la région de Hollandia (actuelle Jayapura) et, jusqu'en mai, se joignit aux opérations d'entraînement au large de Majuro .
À son arrivée au large de Saipan le 11 juin 1944, l'USS Farragut protégea les porte-avions appuyant les débarquements du 15 juin, bombarda les plages de Saipan et de Guam et servit de piquet radar durant la Bataille de la mer des Philippines les 19 et 20 juin. L'USS Farragut fit route pour se ravitailler à Eniwetok du 28 juin au 14 juillet. Les 17 et 18 juillet, il condamna la plage d'Agat (Guam), pour fournir l'appui feu de couverture aux équipes de démolition sous-marines se préparant à l'assaut contre l'île. Après avoir escorté un croiseur à Saipan, il retourna à Guam le 21 juillet pour patrouiller au large du Groupe d'Appui Feu couvrant les débarquements d'assaut. Le 25 juillet, il participa au bombardement de l'île de Rota, et 5 jours plus tard, il appareilla pour être révisée au chantier naval de Puget Sound .

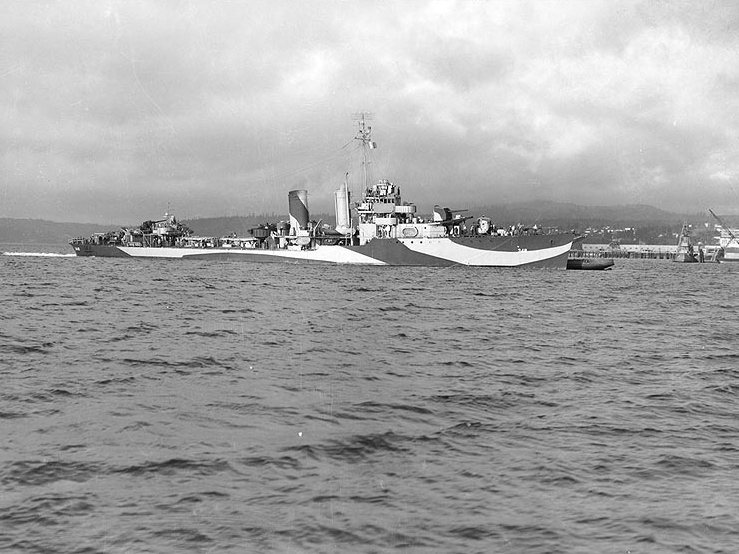
L'USS Farragut en camouflage éblouissant, septembre 1944.

L'USS Farragut parvint à Ulithi le 21 novembre 1944 et a navigua 4 jours plus tard pour escorter un groupe de pétroliers ravitailleurs du groupe aéronaval rapide alors qu'il menait des raids aériens contre Taiwan et Luzon en préparation du débarquement du golfe de Lingayen. Basé à Ulithi, il servit avec ce groupe alors qu'il appuyait les porte-avions dans leurs opérations d'invasion d'Iwo Jima et d' Okinawa, puis du 25 au 28 avril 1945 escorta des porte-avions pour les opérations aériennes contre les îles des Ryukyus. Du 11 mai au 6 août, il escorta des convois entre Ulithi et Okinawa et pendant les 2 dernières semaines de mai, servit sur de piquet radar à Okinawa.

## Sort
Le destroyer rentra chez lui depuis Saipan le 21 août 1945 et arriva au Brooklyn Navy Yard le 25 septembre. Le Farragut fut désarmé le 23 octobre 1945, rayé du registre des navires de la marine le 28 janvier 1947 et vendu à la ferraille le 14 août 1947.
L'USS Farragut reçut 14 Service star pour ses services durant la Seconde Guerre mondiale.